# Camarhynchus parvulus
Tentilhão-arbóreo-pequeno ou galapaguito-arborícola-pequeno (Camarhynchus parvulus) é uma espécie de ave da família Emberizidae.
É endémica do Equador.
Os seus habitats naturais são: florestas secas tropicais ou subtropicais e matagal árido tropical ou subtropical.